# Зельтен
Зельтен — десерт із сухофруктів (кедрових горіхів, волоських горіхів, мигдалю) і цукатів, характерних для регіону Трентіно-Альто-Адідже.

## Опис
Назва, можливо, походить від німецького терміна selten (рідко), спрямованого на вказівку на особливу подію його приготування, яка здебільшого відбувається під час Різдвяного періоду. Фактично, спочатку зельтен з'явився як зимовий десерт, період, коли в ньому було більше шансів знайти сухофрукти, а потім став справжнім символом типової випічки Трентіно.
Рецепт також був відомий у 1700-х роках, коли він уже згадувався в кулінарних трактатах, але він також включений в рукопис, доступний у муніципальній бібліотеці Роверето, який описує приготування чельтено.
Хоча різноманітність інгредієнтів відрізняється від регіону до регіону, все ж можна розпізнати основне тісто, спільне для кожної якості zelten, що складається з борошна, яєць, масла, цукру та дріжджів. Сухофрукти, якими найчастіше користуються, натомість складаються з волоських горіхів, сушеного інжиру, мигдалю, кедрових горіхів і родзинки.

## Інші проекти
- Wikiversità містить ресурси про Зельтен
- Wikimedia Commons містить зображення або інші файли про Зельтен